# Алиев, Салав Магомедсалихович
Салав Магомедсалихович Алиев (25 мая 1936, Кяхулай, Дагестанская АССР, РСФСР, СССР — 2 декабря 2021) — советский учёный и общественно-политический деятель. С 1989 года признанный и бессменный лидер кумыкского народного движения «Тенглик». Доцент, кандидат филологических наук.

## Биография
Родился в семье участника Великой Отечественной войны, офицера, родом из с. Какашура, Карабудахкентского района Дагестанской АССР. По национальности — кумык.
В 1943 году пошёл в кяхулайскую школу, 12 апреля 1944 года, жители всех Кяхулая были выселены, во второй класс Салав Алиев пошёл уже в селении Османюрт Хасавюртовского района. В следующий учебный год Салав Алиев сел за парту уже в селении Бамматюрт того же района, где его отец работал председателем колхоза. С 5 по 7 классы ему пришлось получать знания в селении Кандаураул Хасавюртовского района. Следующим населенным пунктом, где учился Салав, стал Аксай, где он поступил в школу-интернат, где и окончил 8-й класс. В 1952 году в возрасте 17 лет он с большим трудом добился перевода в школу-интернат селения Андрейаул, где завершил 9-й класс. В 1953 его родители вернулись в родовое село. Салав Алиев для завершения школьной учёбы поступил в школу № 8 г. Махачкалы. Но через 2 месяца — вновь перемена места: теперь он поступает в школу-интернат № 1 селения Кумторкала Буйнакского района. Там он и получил в 1954 году аттестат зрелости о среднем образовании.
В 1954 году подал документы в Дагестанский государственный университет на физико-математический факультет, однако экзамены успешно не сдал. C 1954 по 1955 годы работал электромонтером Махачкалинской ТЭЦ. В 1955 году поступил на дагестанское отделение историко-филологического факультета ДГУ. В 1960 году окончил ДГУ. 1961 год ознаменовался для него поступлением в аспирантуру Московского университета, на кафедру литературы народов СССР, которую он закончил в 1964 году.
Научная деятельность Алиева, удачно совмещавшаяся с преподаванием в ВУЗе, берет начало с 1960-х годов. Является автором ряда фундаментальных монографических исследований по истории кумыкской литературы. Работал в Дагестанском государственном университете, более 15 лет, заведовал кафедрой литератур народов Дагестана и Востока. Под его руководством защитились десятки кандидатов и докторов наук. В 1989 году оставил кафедру и полностью занялся общественно-политической деятельностью, с того же года признан и бессменным лидером кумыкского народного движения «Тенглик». Алиевым внесен, и вносится поныне, значительный вклад в изучение кумыкской литературы.
Умер 2 декабря 2021 года.

## Публикации
- Дорога в современность (1977);
- Формирование социалистического реализма в литературах народов Дагестана (1977);
- Зарождение и развитие кумыкской литературы (1979)
- Дореволюционная кумыкская литература (1980)
- Жизненный и творческий путь Ирчи Казака (1980)
- Ирчи Казак. Сборник произведений (1980)
- История кумыкской литературы (1986)
- Кумыкская литература средневековья (1987)
- Тангчолпанлар. Сборник произведений Н. и З-А. Батырмурзаевых (1989),
- Слово, испытанное веками (1989)

## Личная жизнь
Является старшим братом писателя Камиля Алиева.